# Bouda hidalgonis
Bouda hidalgonis là một loài bướm đêm trong họ Noctuidae.